# クロエ・ペレ
クロエ・ペレ（Chloé Pelle、1989年11月14日 - ）は、フランスの女子ラグビー選手。

## プロフィール
- フランス・パリ出身[1]。
- ポジションはプロップ(PR)。
- 身長 162cm、体重 70kg

## 略歴
2021年、東京五輪の7人制女子フランス代表に選ばれて銀メダル獲得。
2024年、パリ五輪の7人制女子フランス代表に選ばれた。